# Tim Moffitt
Timothy Douglas Moffitt er en amerikansk republikansk politiker som siden 1. januar 2023 har været medlem af North Carolinas senat.